# 2015年習近平訪問巴基斯坦
2015年習近平訪巴基斯坦，是指2015年4月20日至21日，習近平及其夫人彭丽媛率代表团造訪巴基斯坦。習近平是2012年中共十八大後第二位訪問巴基斯坦的中國領導人，晚于李克強總理2013年5月22至23日到訪巴基斯坦。這也是習在2015年第一個出訪行程。双方签署50多项合作协议，中国官方媒体对此予以高度评价。